# Xanthocyparis
Xanthocyparis é um género monotípico de ciprestes da família Cupressaceae cuja única espécie é Xanthocyparis vietnamensis, nativa do Vietname e do sudeste da China, vulgarmente conhecida como o cipreste-dourado-vietnamita. Alguns autores incluem o género Xanthocyparis num género Cupressus sensu lato (i.e. com circunscrição taxonómica alargada). A espécie Cupressus nootkatensis (ou Callitropsis nootkatensis), do noroeste norte-americano, também foi colocado no género, mas a inclusão foi rejeitado pelo consenso taxonómico.

## Taxonomia
Em 2002, Aljos Farjon e outros descreveram o novo género Xanthocyparis para acomodar a nova espécie vietnamita X. vietnamensis e outra espécie, o cipreste de Nootka, que tinha sido anteriormente incluída no género Chamaecyparis como Chamaecyparis nootkatensis. Isto baseou-se, em parte, na descoberta de que o C. nootkatensis estava filogeneticamente mais intimamente relacionado com o género Cupressus do que com o género Chamaecyparis.
Em 2004, Damon Little e outros, ao mesmo tempo que confirmaram a relação acima referida com mais provas, salientaram que, tal como circunscrito por Farjon et al., Xanthocyparis incluía a espécie-tipo de Callitropsis (Cupressus nootkatensis, um sinónimo de Chamaecyparis nootkatensis e Xanthocyparis nootkatensis). Como Callitropsis tinha sido descrito por Anders Sandøe Ørsted em 1864, mas este nome tinha sido ignorado por Farjon e pela maioria dos outros autores, de acordo com as regras do Código Internacional de Nomenclatura Botânica, Callitropsis como nome publicado anteriormente tinha prioridade nomenclatural sobre Xanthocyparis se este género incluísse Cupressus nootkatensis. Little et al. reconheceu portanto Xanthocyparis como sinónimo de Callitropsis. O nome Xanthocyparis foi proposto para conservação em vez de Callitropsis, uma decisão que foi ratificada no Congresso Internacional de Botânica em 2011.
Little et al. também apresentou evidências de que Cupressus é parafilético em relação a Juniperus e Xanthocyparis, com as espécies norte-americanas de Cupressus sendo filogeneticamente mais estreitamente relacionadas com Xanthocyparis do que com as espécies europeias e asiáticas de Cupressus.  Estas espécies foram transferidas para Callitropsis por Damon Little em 2006, embora esta transferência não tenha sido aceite por todos os txonomistas. Em 2009, a maioria das espécies da América do Norte anteriormente incluídas em Callitropsis foram colocadas num género separado, Hesperocyparis.
Um estudo molecular de 2021 descobriu que Xanthocyparis é grupo irmão de um clado que inclui Hesperocyparis e Callitropsis, sendo o clado que contém os três grupos irmão de um clado que inclui Juniperus e Cupressus sensu stricto.

## Distribuição
O Xanthocyparis vietnamensis foi originalmente descrito como endémico do Vietname, sendo nativo apenas das montanhas calcárias cársicas da província de Hà Giang no norte do Vietname.
Desde então, também foi registada na província de Cao Bằng e província de Tuyên Quang no Vietname, bem como no sudeste da China (Guangxi).